# Opération Northwoods

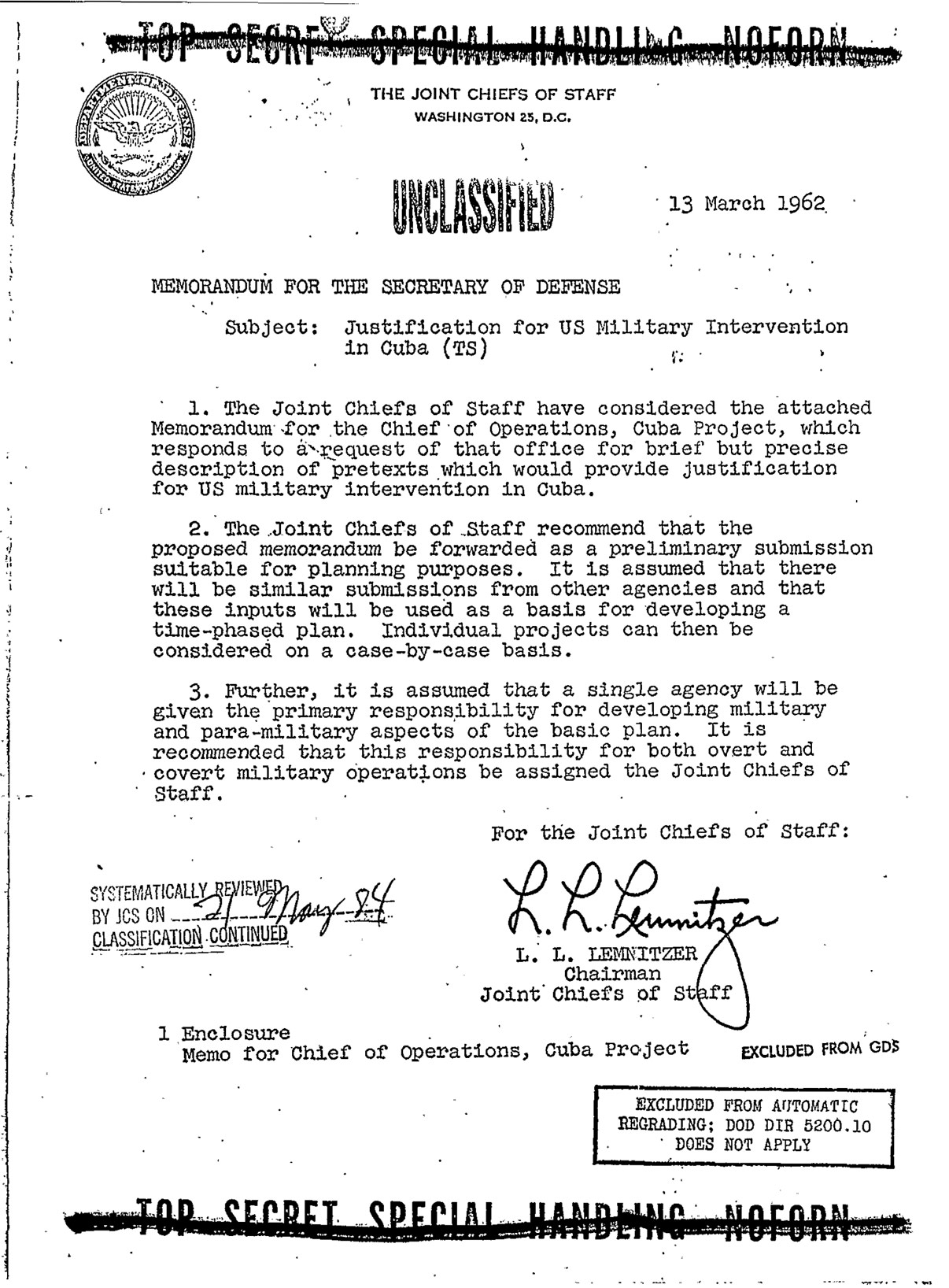
Mémorandum du 13 mars 1962 sur l'opération Northwoods.

L'opération Northwoods est un projet d'opérations militaires clandestines sous fausse bannière destinées à manipuler l'opinion publique. Il s'agissait de simuler divers types d'attaques de la part du régime de Cuba, pour ensuite accuser les Cubains et envahir leur pays.
Conçu par des chefs de l'état-major américain de leur propre initiative, ce projet d'opération fut proposé à l'exécutif américain en 1962 (administration Kennedy), qui le rejeta. Il ne fut jamais mis à exécution.
L'opération consistait, dans le contexte de la guerre froide, en l'organisation d'une série d'actions d'intoxications pour justifier aux yeux de l'opinion américaine une intervention militaire contre Cuba et obtenir l'appui diplomatique, voire militaire, des nations occidentales, du Royaume-Uni en particulier. La commission d'attentats sur des cibles situées aux États-Unis, par les forces armées américaines elles-mêmes, de manière à en imputer la responsabilité au régime cubain, était envisagée.

## Contexte: l'hostilité anti-castriste
L'opération Northwoods est élaborée dans le contexte de la guerre froide.
De 1959 à 1961, deux événements majeurs contrarient la puissance américaine :
- La révolution cubaine, qui conduit Fidel Castro au pouvoir à La Havane le 1er janvier 1959. Le régime qu'il met en place nationalise de nombreuses activités possédées par des Américains.
- L'échec du débarquement de la baie des Cochons, le 17 avril 1961. L'opération est désavouée par Kennedy, qui vient d'être élu à la présidence. Il renvoie trois membres de la direction de la CIA (Allen Dulles, Charles P. Cabell et Richard Bissel)[2].

Ces deux échecs de la politique extérieure américaine dans un intervalle de temps réduit conduisent de nombreux responsables politiques et militaires à accuser le président Kennedy, qui n'est pourtant entré en fonctions que le 20 janvier 1961, de passivité et d'incapacité à gérer la crise.

## La mise au point du plan
Peu après ces deux événements, Kennedy met en place un « Groupe spécial élargi »[réf. souhaitée] chargé de concevoir et d'organiser la lutte anti-castriste. Il est composé de :
- Robert Kennedy, frère du président (attorney général) ;
- Général Maxwell Taylor (conseiller militaire) ;
- McGeorge Bundy (conseiller national pour la sécurité) ;
- Dean Rusk (secrétaire d'État) ;
- Alexis Johnson (conseiller assistant) ;
- Robert McNamara (secrétaire à la défense) ;
- Roswell Gilpatric (conseiller assistant) ;
- John McCone (directeur de la CIA) ;
- Général Lyman Lemnitzer (chef d'état-major interarmes).

Le général Lemnitzer, spécialiste des actions secrètes, et le général Lauris Norstad, commandant des forces américaines en Europe, protestent contre la « passivité » du président et tiennent la CIA pour responsable du fiasco cubain. Ils imaginent alors un stratagème capable de forcer la main au président Kennedy et de le contraindre à une intervention armée à Cuba. Ils décident alors de présenter le plan, œuvre du général de brigade William H. Craig, intitulé « Northwoods », au Groupe spécial élargi.

## Le contenu du plan
Le plan conçu par Craig consistait à faire subir des dommages aux biens et personnels américains civil et/ou militaire, suffisamment importants pour susciter une forte indignation dirigée contre Fidel Castro et son régime. Ainsi, il était prévu de :
- lancer des rumeurs en utilisant des radios clandestines ;
- faire entrer des Cubains alliés en uniforme dans la base de Guantanamo ;
- simuler des émeutes près de l'entrée de la base ;
- faire exploser des munitions à l'intérieur de la base et provoquer des incendies ;
- saboter un avion et des navires de la base de Guantanamo ;
- bombarder la base avec des obus de mortier.

Il était par ailleurs envisagé de :
- couler un navire de guerre américain dans les eaux territoriales cubaines avec la présence proche de navires ou d'avions cubains, aux fins d'imputation[5] ;
- simuler des funérailles pour les fausses victimes ;
- mener une campagne terroriste communiste cubaine contre les exilés cubains de Floride, en organisant des attentats contre eux « en allant même jusqu'à leur infliger des blessures dans les cas à rendre publics largement » ;
- couler, réellement ou en simulation, une embarcation de réfugiés fuyant le régime castriste. De faux agents cubains auraient été arrêtés et contraints aux aveux afin d'exhiber des preuves, des bombes auraient explosé dans des endroits bien choisis, de faux documents compromettants préétablis auraient été diffusés ;
- mener une campagne terroriste dans la zone de Miami, dans d'autres villes de Floride et même à Washington ;
- violer l'espace aérien d'États voisins avec de faux avions cubains ;
- simuler la destruction d'un avion charter, d'une compagnie aérienne détenue en sous-main par la CIA, dont les passagers, des étudiants en vacances, auraient été transférés sur un avion similaire, puis le drone serait allé exploser vide sur Cuba, tout en envoyant des messages radio indiquant une attaque par un chasseur cubain[6].

En plus de ces projets, le ministère de la Défense avança plusieurs idées d'opérations, telle l'opération « Coup vicieux », partie d'un ensemble de projets baptisé « opération Mongoose », qui envisageait un possible accident du vol Mercury devant envoyer dans l'espace John Glenn et prévoyait d'en rendre les Cubains responsables à l'aide de preuves préfabriquées établissant des interférences électroniques.
Conscient de la difficulté dans un État démocratique comme les États-Unis de maintenir le secret de telles opérations, l'état-major interarmes insistait sur la nécessité de limiter la participation aux personnes de totale confiance[réf. incomplète].

## Le refus de Kennedy
Le 13 mars 1962, le plan est présenté au Groupe spécial élargi, siégeant au Pentagone, par le général Lemnitzer en personne.
Malgré les menaces proférées par ce dernier[réf. nécessaire], Robert McNamara rejette le projet dans sa totalité.
Le président Kennedy refuse également d'autoriser la mise en œuvre du projet. Il perçoit le général Lemnitzer comme un anti-communiste hystérique, soutenu par le complexe militaro-industriel[réf. nécessaire]. Il tient ferme la ligne définie par son prédécesseur, lequel avait mis en garde Kennedy lors de son discours de fin de mandat :

« Dans les conseils de gouvernement, nous devons prendre garde à l'acquisition d'une influence illégitime, qu'elle soit recherchée ou non, par le complexe militaro-industriel. Le risque d'un développement désastreux d'un pouvoir usurpé existe et persistera. Nous ne devrons jamais laisser le poids de cette conjonction menacer nos libertés ou les processus démocratiques. Nous ne devons rien considérer comme acquis. Seules une vigilance et une conscience citoyennes peuvent garantir l'équilibre entre l'influence de la gigantesque machinerie industrielle et militaire de défense et nos méthodes et nos buts pacifiques, de sorte que la sécurité et la liberté puissent croître de pair. »

— Dwight Eisenhower,  Farewell adress, 17 janvier 1961
Des comptes rendus de réunion de haut niveau du 16 mars 1962 montrent un rejet net de la part du président.
Suivent six mois de relations hostiles entre l'état-major interarmes et l'administration Kennedy. Lemnitzer est finalement remplacé par Kennedy en septembre 1962 et nommé à l'OTAN en remplacement de Norstad. Avant de rejoindre son nouveau poste, il donne l'ordre de détruire toute trace du projet. Robert Mcnamara, qui conserve son exemplaire en ses archives, a pu préserver une connaissance documentée de ce projet.

## La déclassification
Le document central, « Justifications pour une intervention militaire à Cuba », est un ensemble de mémos classés top secret rédigés par des représentants du département de la Défense des États-Unis et par le chef d'état-major interarmes, membres de l'équipe d'étude des Caraïbes. Il a été déclassifié le 18 novembre 1997 par le John F. Kennedy Assassination Records Review Board, chargé de les mettre à disposition du public, comme d'autres documents militaires inclus dans ce dossier et jusqu'alors tenus secrets. Le document contenant les propositions d'actes terroristes, « Annexe à l'appendice du document joint A », ainsi que l'appendice lui-même, a été publié sur Internet le 6 novembre 1998 par le National Security Archive. L'ensemble des documents relatifs à cette opération était disponible le 30 avril 2001.